# تقسیمات کشوری مالدیو
تقسیمات کشوری مالدیو (انگلیسی: Administrative divisions of the Maldives) شامل بخش‌ها و سطوح مختلف اداری و حاکمیتی در کشور مالدیو است که شامل استان‌ها، شهرها، جزیره‌ها و بخش‌های دیگر می‌شود.